# Señor, dame paciencia (serie de televisión)
Señor, dame paciencia es una serie de televisión española de comedia, creada por Benjamín Herranz y Juan Ramón Ruiz de Somavía, y basada en la película del mismo nombre de 2017, que fue escrita y dirigida por Álvaro Díaz Lorenzo. La serie está protagonizada por Jordi Sánchez, quien repite su papel de la película original, junto a Félix Gómez, Norma Ruiz, Carol Rovira y Adam Jezierski, entre otros. Se estrenó en Atresplayer Premium el 2 de enero de 2022, antes de su llegada a Antena 3.

## Sinopsis
Gregorio es un padre de familia ultraconservador, reaccionario y lleno de prejuicios; un hombre que vive agredido por un mundo en cambio que entiende cada vez menos. 
Gregorio pasa sus días instalado en la permanente irritación mientras confronta su relación con sus hijos, cada cual más alejado de sus planteamientos vitales: Carlos, casado con Pablo, un aspirante a diseñador; Goyito, sometido a los cómics, los videojuegos y los snacks; Alicia, una activista perroflauta; y Sandra, vendida al ecologismo y casada con Javi, un charlatán pirado por la naturaleza.
Gregorio se siente como Job, puesto a prueba por Dios, que no para de mandarle calamidades. La última de ellas, perder su casa y su trabajo como director de sucursal de un banco, quedando en la calle y a merced de la hospitalidad de sus hijos, que no tendrán más remedio que ir turnándose para acogerle.
Para colmo de males, debe afrontar esta etapa sin la ayuda de su mujer, María, a la que echa mucho de menos. Para bien o para mal, María, que falleció en un accidente, se le sigue apareciendo desde el más allá y no cesa de censurar y corregir los exabruptos de Gregorio: lo que sea por conseguir que la maltrecha familia siga unida.

## Reparto

### Principales
- Jordi Sánchez como Gregorio Zaldívar Soria.
- Norma Ruiz como Sandra Zaldívar Soler, la hija mayor de Gregorio.
- Félix Gómez como Carlos Zaldívar Soler, el segundo hijo de Gregorio.
- Carol Rovira como Alicia Zaldívar Soler, la hija mediana de Gregorio.
- Adam Jezierski como Goyito Zaldívar Soler, el hijo pequeño de Gregorio.
- Carlos Librado como Javi, marido de Sandra.
- Santi Cuquejo como Pablo, marido de Carlos.
- Jorge Suquet como Gonzo.
- Darío Paso como Fructuoso Cofrades.
- Lucía Ramos como Lluvia.
- Jairo Sánchez como Merlín.
- Mafalda Carbonell como Nuria Rubiales.
- Belinda Washington como Candela Morrón.

### Invitados
- Silvia Abril como María Ramos, la mujer fallecida de Gregorio.

## Episodios
| N.º | Título            | Dirigido por                      | Escrito por                                                                             | Fecha de estreno en Antena 3 | Fecha de preestreno en Atresplayer Premium | Audiencia en Antena 3 |
| --- | ----------------- | --------------------------------- | --------------------------------------------------------------------------------------- | ---------------------------- | ------------------------------------------ | --------------------- |
| 1   | «La flexibilidad» | Jacobo Martos                     | Benjamín Herranz y Juan Ramón Ruiz de Somavía                                           | 14 de diciembre de 2024      | 2 de enero de 2022                         | 1 340 000 (11,8%)     |
| 2   | «La fibra»        | Jacobo Martos y Juanma Pachón     | Sergio V. Santesteban, Sonia Pastor, Benjamín Herranz y Juan Ramón Ruiz de Somavía      | 14 de diciembre de 2024      | 9 de enero de 2022                         | 1 216 000 (12,4%)     |
| 3   | «El manto»        | Miguel Albaladejo y Juanma Pachón | Paula López Cuervo, Jorge López del Pino, Benjamín Herranz y Juan Ramón Ruiz de Somavía | 14 de diciembre de 2024      | 16 de enero de 2022                        | 902 000 (13,6%)       |
| 4   | «La furgoneta»    | Miguel Albaladejo                 | Sergio V. Santesteban, Sonia Pastor, Benjamín Herranz y Juan Ramón Ruiz de Somavía      | 21 de diciembre de 2024      | 23 de enero de 2022                        | 816 000 (7,2%)        |
| 5   | «La adopción»     | Juanma Pachón                     | Paula López Cuervo, Jorge López del Pino, Benjamín Herranz y Juan Ramón Ruiz de Somavía | 21 de diciembre de 2024      | 30 de enero de 2022                        | 752 000 (7,6%)        |
| 6   | «La apuesta»      | Juanma Pachón                     | Sergio V. Santesteban, Sonia Pastor, Benjamín Herranz y Juan Ramón Ruiz de Somavía      | 21 de diciembre de 2024      | 6 de febrero de 2022                       | 532 000 (8,0%)        |
| 7   | «El cumpleaños»   | Juanma Pachón y Jacobo Martos     | Paula López Cuervo, Jorge López del Pino, Benjamín Herranz y Juan Ramón Ruiz de Somavía | 28 de diciembre de 2024      | 13 de febrero de 2022                      | 759 000 (6,8%)        |
| 8   | «El matrimonio»   | Juanma Pachón y Jacobo Martos     | Sergio V. Santesteban, Sonia Pastor, Benjamín Herranz y Juan Ramón Ruiz de Somavía      | 28 de diciembre de 2024      | 20 de febrero de 2022                      | 594 000 (6,2%)        |

## Producción
En junio de 2020 se anunció la producción de una nueva serie para Antena 3 basada en la película del mismo nombre de 2017 (Señor, dame paciencia). Además, se anunció que la serie está protagonizada por Jordi Sánchez, el mismo protagonista del film.  El reparto principal de la serie se fue anunciando en los meses de septiembre y octubre del mismo año, siendo los hijos de Jordi Sánchez (Gregorio): Carol Rovira (Alicia), Adam Jezierski (Goyito), Norma Ruiz (Sandra) y Félix Gómez (Carlos). También repite en el papel de la mujer de Gregorio Rossy de Palma, quien ya lo hizo en el filme original. La serie comenzó su rodaje en octubre de 2020.
El 27 de octubre de 2020 se anuncia que Rossy de Palma se cae del reparto por problemas de agenda; y en su lugar se incorpora Silvia Abril para interpretar a María.

## Marketing y lanzamiento
El 2 de diciembre de 2021, Atresmedia Televisión sacó el póster de la serie y anunció que se estrenaría en Atresplayer Premium en enero de 2022. El 17 de diciembre de 2021, se anunció que la serie se estrenaría el 2 de enero de 2022.